# Aire urbaine de Noyon
L'aire urbaine de Noyon est une aire urbaine française centrée sur la ville de Noyon.

## Caractéristiques
D'après la définition qu'en donne l'INSEE, l'aire urbaine de Noyon est composée de 20 communes, situées dans l'Oise. Ses 22 547 habitants font d'elle la 240e aire urbaine de France.
4 communes de l'aire urbaine sont des pôles urbains.
Le tableau suivant détaille la répartition de l'aire urbaine sur le département (les pourcentages s'entendent en proportion du département) :
| Département | Communes | Communes (%) | Superficie (km²) | Superficie (%) | Population (1999) | Population (%) |
| ----------- | -------- | ------------ | ---------------- | -------------- | ----------------- | -------------- |
| Oise        | 20       | 2,9          | 106,05           | 1,8            | 22 547            | 2,9            |

## Communes
Voici la liste des communes françaises de l'aire urbaine de Noyon.
| Code INSEE | Commune             | Type                  | Département | Superficie (km²) | Population (1999) | Densité (hab./km²) |
| ---------- | ------------------- | --------------------- | ----------- | ---------------- | ----------------- | ------------------ |
| 60037      | Babœuf              | Commune monopolarisée | Oise        | +0007,18         | +00 000532,       | +00074,09          |
| 60055      | Beaurains-lès-Noyon | Commune monopolarisée | Oise        | +0003,8          | +00 000264,       | +00069,47          |
| 60105      | Brétigny            | Commune monopolarisée | Oise        | +0005,16         | +00 000324,       | +00062,79          |
| 60117      | Bussy               | Commune monopolarisée | Oise        | +0003,87         | +00 000246,       | +00063,57          |
| 60121      | Campagne            | Commune monopolarisée | Oise        | +0004,55         | +00 000132,       | +00029,01          |
| 60348      | Larbroye            | Commune monopolarisée | Oise        | +0002,2          | +00 000373,       | +00169,55          |
| 60410      | Mondescourt         | Commune monopolarisée | Oise        | +0003,19         | +00 000270,       | +00084,64          |
| 60431      | Morlincourt         | Pôle urbain           | Oise        | +0003,42         | +00 000526,       | +00153,8           |
| 60443      | Muirancourt         | Commune monopolarisée | Oise        | +0005,68         | +00 000487,       | +00085,74          |
| 60471      | Noyon               | Pôle urbain           | Oise        | +0018,           | +00014 471,       | +00803,94          |
| 60488      | Passel              | Commune monopolarisée | Oise        | +0003,65         | +00 000299,       | +00081,92          |
| 60506      | Pont-l'Évêque       | Pôle urbain           | Oise        | +0001,13         | +00 000803,       | +00710,62          |
| 60507      | Pontoise-lès-Noyon  | Commune monopolarisée | Oise        | +0006,58         | +00 000438,       | +00066,57          |
| 60511      | Porquéricourt       | Commune monopolarisée | Oise        | +0003,75         | +00 000362,       | +00096,53          |
| 60603      | Salency             | Commune monopolarisée | Oise        | +0007,79         | +00 000891,       | +00114,38          |
| 60610      | Sempigny            | Pôle urbain           | Oise        | +0004,4          | +00 000740,       | +00168,18          |
| 60617      | Sermaize            | Commune monopolarisée | Oise        | +0005,04         | +00 000227,       | +00045,04          |
| 60625      | Suzoy               | Commune monopolarisée | Oise        | +0005,17         | +00 000501,       | +00096,91          |
| 60655      | Varesnes            | Commune monopolarisée | Oise        | +0009,15         | +00 000382,       | +00041,75          |
| 60657      | Vauchelles          | Commune monopolarisée | Oise        | +0002,34         | +00 000279,       | +00119,23          |
|            | Total               |                       |             | +0106,05         | +00022 547,       | +00212,61          |